# Ștei
Ștei là một thị xã thuộc hạt Bihor, România. Dân số thời điểm năm 2002 là 8648 người.